# Conceiving You
Conceiving You – singiel grupy Riverside promujący płytę Second Life Syndrome. Wydany w Mystic Production w 2005 roku. Tytułowy utwór znajdował się przez 52 tygodnie na Liście Przebojów Programu Trzeciego, docierając do 31 miejsca.

## Lista utworów
1. „Conceiving You” (album version) – 3:41
2. „I Turned You Down” (album version) – 4:36
3. „The Piece Reflecting the Mental State of One of the Member of Our Band” (unreleased track) – 3:03

## Twórcy
- Mariusz Duda – śpiew, gitara basowa
- Piotr Grudziński – gitara
- Piotr Kozieradzki – perkusja
- Michał Łapaj – instrumenty klawiszowe